# Joseph Camille Acosta
Joseph Camille Acosta (Collobrières, 3 febbraio 1864 – Collobrières, ottobre 1923) è stato un pittore francese.

## Biografia
Si formò e visse a Parigi fino al 1914. A causa degli eventi bellici tornò nella città natale, dove fu attivo fino alla morte come pittore ed acquerellista di paesaggi, ritratti, scene allegoriche e religiose.